# 鈴木邦彦 (作曲家)
鈴木 邦彦（すずき くにひこ、1938年3月1日 - ）は、東京府出身の作曲家、編曲家。妻は元歌手の小野階子（おの しなこ）。

## 人物
慶應義塾中等部、慶應義塾高等学校、慶應義塾大学経済学部卒業。学生時代は慶應義塾大学ライトミュージックソサエティに所属。
母が所有していたピアノを独学で習得し、学生時代からジャズ・ピアニストとして活動を始め、のちに「ザ・ヒットパレード」のバックバンドにも参加。中村八大の影響でプロの作曲・編曲家を目指す。
西ドイツ・ドルトムントで開催された1966年世界体操競技選手権に日本代表専属のピアニストとして参加。床運動の規定曲を作曲する。
プロの作曲家としてデビューまもない1968年に『天使の誘惑』が、第10回日本レコード大賞を受賞する。
メーカーから依頼されたことにより、ハンドベルの普及版となるミュージックベルの開発に取り組む。1971年4月、株式会社ベルミュージック並びに日本ミュージックベル協会を設立。
株式会社エンジェルミュージック、株式会社ウエディングベル設立。

## 作品

### 歌謡曲・ポップス
- 安西マリア
  - 『愛のビーナス』（作詞：千家和也）
  - 『針のくちづけ』（作詞：千家和也）
- 内山田洋とクール・ファイブ（前川清）
  - 『恋唄』（作詞：阿久悠）1972年
  - 『雨のしのび逢い』（作詞：石坂まさを）1974年
- 江利チエミ
  - 『酒場にて』（作詞：山上路夫）1974年
- 奥村チヨ
  - 『恋の奴隷』（作詞：なかにし礼）1969年
  - 『恋泥棒』（作詞：なかにし礼）
  - 『恋狂い』（作詞：なかにし礼）
- 小野階子
  - 『別れの美学』『ためらい』（作詞：久仁京介）1971年
- おぼたけし
  - 『美しき狼たち』（作詞：たかたかし。劇場アニメ『あしたのジョー』主題歌）
  - 『ローリング・ファイター』（インストメンタル）
- ザ・ゴールデン・カップス
  - 『いとしのジザベル』（作詞：なかにし礼）
  - 『銀色のグラス』（作詞：橋本淳）
  - 『長い髪の少女』（作詞：橋本淳）1967年
  - 『愛する君に』（作詞：なかにし礼）
- 西城秀樹
  - 『恋の約束』（作詞：たかたかし）1972年
  - 『若いふたりの海』（作詞：たかたかし）1972年
  - 『チャンスは一度』（作詞：たかたかし）
  - 『青春に賭けよう』（作詞：たかたかし）
  - 『情熱の嵐』（作詞：たかたかし）1973年
  - 『愛の十字架』（作詞：たかたかし）1973年
  - 『薔薇の鎖』（作詞：たかたかし）1974年
  - 『子猫とネズミ』（作詞：たかたかし）1974年
  - 『涙と友情』（作詞：たかたかし）1974年
  - 『罪つくりな話』（作詞：たかたかし）1974年
  - 『季節のうつり変り』（作詞：たかたかし）1974年
  - 『白い教会』（作詞：たかたかし）1975年（※ 初期他多数）
- 桜田淳子
  - 『神戸で逢えたら』（作詞：三浦徳子）1980年
- 嶋大輔
  - 『純哀物語 (ストーリー)』（作詞：高島俊一）
  - 『Forever My Love -さよならのとき-』（作詞：河田未央子）
- ザ・ジャガーズ
  - 『ダンシング・ロンリー・ナイト』（作詞：漣健児）
- ジャッキー吉川とブルー・コメッツ
  - 『冬の嵐』（作詞：なかにし礼）
  - 『雨の朝の少女』（作詞：なかにし礼）
  - 『二人だけの天地』（作詞：有馬三恵子）
- シャープ・ホークス
  - 『ついておいで』（作詞：尾中美千絵）
  - 『若い夜』（作詞：鈴木邦彦）
  - 『ロンリー・ラヴ』（作詞：尾中美千絵）
  - 『愛の土曜日』（作詞：尾中美千絵）
- 朱里エイコ
  - 『時の流れにのこされて』（作詞：山上路夫）1972年
  - 『北国行きで』（作詞：山上路夫）1972年
  - 『うるおいの世界』（作詞：及川恒平）1973年
- スラップスティック
  - 『青山レイニィ・ナイト』（作詞：森雪之丞）1981年
  - 『白銀伝説』（作詞：森雪之丞）1981年
- ザ・ダイナマイツ
  - 『トンネル天国』（作詞：橋本淳）
  - 『恋はもうたくさん』（作詞：橋本淳）
  - 『真夏の夜の動物園』（作詞：橋本淳）
  - 『毛皮になったしま馬』（作詞：林春生）
- チェリッシュ
  - 『古いお寺にただひとり』（作詞：山上路夫）1972年
- トニーズ
  - 『アカプルコの娘』 （作詞：なかにし礼）
- ザ・バロネッツ
  - 『サロマの秘密』（作詞：若木香）
  - 『愛の女神』（作詞：若木香）
  - 『ある恋のエピソード』（作詞：比良九郎）
- ザ・ピーナッツ
  - 『ガラスの城』（作詞：なかにし礼）
  - 『さよならは突然に』（作詞：山上路夫）
- 藤圭子
  - 『花は流れて』（作詞：石坂まさを）
  - 『遊侠の人』（作詞：石坂まさを）
  - 『一人ぼっちのブルース』（作詞：神坂薫 ）
  - 『女のメロディ』（作詞：石坂まさを）
  - 『明日から私は』（作詞: 山上路夫）
  - 『別れ道』（作詞: 山上路夫）
- 黛ジュン
  - 『恋のハレルヤ』（作詞：なかにし礼）1967年
  - 『乙女の祈り』（作詞:なかにし礼）1968年
  - 『天使の誘惑』（作詞：なかにし礼）1968年
  - 『雲にのりたい』（作詞：大石良蔵／補作：なかにし礼）1969年
  - 『涙でいいの』（作詞：なかにし礼）1969年
  - 『土曜の夜何かが起きる』（作詞：なかにし礼）1970年
- 美空ひばり
  - 『北国の駅』（作詞：西沢爽）1973年
- 森田健作
  - 『さらば涙と言おう』（作詞：阿久悠）1971年
  - 『友達よ泣くんじゃない』（作詞：阿久悠）1972年
  - 『若い涙はみな熱い』（作詞：阿久悠）
  - 『青春の旅』（作詞：阿久悠）
  - 『涙によろしく』（作詞：阿久悠）
- ザ・リード
  - 『悪魔がくれた青いバラ』（作詞：尾中美千絵）
  - 『沈黙の海 〜サイレンス・オブ・ザ・シー〜』（作詞：山上路夫）
- 渡辺篤史
  - 『海はいつでも』（作詞：山上路夫。テレビドラマ『ゲンコツの海』主題歌）

### TV番組テーマ曲
- 『NHKのど自慢』（1970年4月 - ）
- 『ウメ星デンカ』
- 『コンドールマン』
- 『日本マクドナルド』
- 『日本コカコーラ』

### 校歌
- 足立区立千寿双葉小学校
- 志学館中等部・高等部

### ミュージカル
- 劇団四季ファミリーミュージカル「モモと時間泥棒」（初演1978年）「人間になりたがった猫」（初演1979年）「むかしむかしゾウがきた」他多数

### その他
- 『アタミのスケッチ』 熱海市イメージソング（市制50周年記念事業[4]）

## 出演
- オールスターものまね王座決定戦（フジテレビ　審査員）
- 鈴木邦彦の音楽アラカルト（アール・エフ・ラジオ日本）